# Gero P. Weishaupt
Gero Pio Weishaupt (n. 27 februarie 1964, Aachen, RFG) este un teolog romano-catolic german și avocat de drept canonic.

## Carieră
Din 1982 până în 1988, Weishaupt a studiat filozofie și teologie la Universitatea din Bonn și la seminarul diocezan Rolduc al Eparhiei Roermond din Kerkrade. A fost hirotonit diacon în 1988 și s-a încardinat în Dioceza de Roermond. După hirotonirea sa din 1989 a lucrat în diferite parohii (ca vicar parohial - capelan, administrator, locțiitor). În 1988 a fost numit Patronus (avocat) la curtea ecleziastică diocezană (autorizată oficial) a diocezei de Roermond.
Din 1994 până în 1996 a absolvit un curs de licență în drept canonic la Institutul de Canonistică de la Westfälische Wilhelms-Universität Münster și a încheiat cu o teză de licență sub conducerea lui Klaus Lüdicke. Pe 1 octombrie 1996 a fost numit judecător eparhial la biroul oficial al Episcopiei de Roermond. Din 2001 până în 2006 a absolvit un doctorat în Drept Canonic la Universitatea Pontificală Gregoriană din Roma. Acolo a obținut la 10 Mai 2006, cu o disertație condusă de Gianpaolo Montini, titlul de Doctor în Drept Canonic. Din 2004 până în 2006 a lucrat în Comisia Pontificală pentru Patrimoniul Cultural al Bisericii și ca secretar privat al președintelui de atunci al acestei Comisii, Mauro Piacenza. Din aprilie 2004 este latinist la Radio Vatican.
La 1 iulie 2006, Weishaupt a fost numit apărător al credinței (Fidei defensor) și avocat al bisericii la Biroul Oficial al Episcopiei din 's-Hertogenbosch. Începând din septembrie 2006 este lector de drept canonic la Seminarul Episcopal al Eparhiei Roermond. Între 1 iulie 2008 și 1 septembrie 2013 a fost oficial al Episcopiei din 's-Hertogenbosch. De la 1 noiembrie 2009 scrie ca redactor la portalul catolic de internet kathnews. Din septembrie 2012 până în iunie 2015 a predat ca lector în drept canonic la Centrul diocezan de pregătire a candidaților la diaconatul permanent al Eparhiei 's-Hertogenbosch. De la 1 septembrie 2012 este judecător la Curtea Penală Inter-diocezană din Provincia Ecleziastică Olandeză. Din decembrie 2013 este judecător diocezan cu normă întreagă la biroul arhiepiscopal al Arhiepiscopiei din Köln (până în 25 februarie 2022). Din septembrie 2015 este lector de drept canonic și documente ecleziastice la Institutul Teologic al Eparhiei Roermond. În plus, este lector în textele bisericești latine la Colegiul Pontifical Benedict al XVI-lea din Heiligenkreuz, lângă Viena. 

## Comparație nazistă
Potrivit presei de limba germană, în februarie 2022, Weishaupt a făcut furori comparând activitatea radioului catedralei din Arhiepiscopia Köln cu propaganda lui Joseph Goebbels, într-o postare pe Facebook. Domradio l-a atacat pe Arhiepiscopul de Köln, Rainer Maria Woelki, cu „un pumnal în spate”, pentru „raportările sale anti-bisericești”. Editorul-șef al Domradio, Ingo Brüggenjürgen, s-a opus afirmațiilor lui Weishaupt: „O comparație cu propaganda nazistă a lui Goebbels este exclusă. Un magistrat eparhial al arhiepiscopiei ar trebui să știe asta!” Într-o altă declarație, Arhiepiscopia Kölnului s-a distanțat „vehement” față de declarațiile lui Weishaupt și a anunțat că acesta a fost „convocat la un interviu”. Weishaupt și-a descris apoi declarația ca fiind „nepotrivită”, din perspectiva interpretării, într-o altă postare pe Facebook. Cu toate acestea, avocatul canonic Thomas Schüller, vicarul general din Essen Klaus Pfeffer și decanul orașului Bonn, Wolfgang Picken, printre alții, au întrebat public dacă Weishaupt este încă acceptabil ca judecător al bisericii. Avocatul canonic Wolfgang F. Rothe a depus o plângere împotriva lui Weishaupt.   
Formularea reflexivă a postării în care Weishaupt a sancționat mușamalizarea anchetei interne privind cazurile de abuzuri asupra minorilor săvârșite de clerul catolic, făcea de fapt referință indirectă la Matthias Goebbels (un preot german și autor de picturi bisericești căruia îi este atribuit și interiorul altarului abației Rolduc) iar comentariul care însoțea articolul de presă, avea semnificația „Salutări de la arhitect” (nu de la propagandistul naziștilor - opozant al marxismului - așa cum au interpretat cei apropiați cardinalului Woelki, care între timp și-a depus demisia pentru ca investigațiile procuraturii germane să poată continua), dar și un sens distractiv (postarea fiind realizată când autorul acesteia se afla în Olanda).
Pe 25 februarie 2022, Arhiepiscopia de la Köln a anunțat că administratorul apostolic, episcopul auxiliar Rolf Steinhäuser, l-a suspendat pe Weishaupt din serviciul său de judecător diocezan, cu efect imediat. Steinhäuser, potrivit comunicatului de presă relevant, „a criticat clar limbajul și comparațiile alese și a declarat că acestea sunt nepotrivite și inacceptabile pentru un preot catolic.” Weishaupt provocase arhiepiscopiei serioase prejudicii prin declarațiile sale, motiv pentru care nu și-a mai putut îndeplini în mod fructuos atribuțiile de judecător eparhial. 
Un cotidian german informase anterior despre atitudinea critică a cardinalului de München, Reinhard Marx în privința refuzului cardinalului Woelki de a publica un raport independent despre abuzurile clerului din arhiepiscopia Köln. Pare ciudat ca un om de capacitatea Doctorului Weishaupt să nu fi avut cunoștință despre conflictul anti-marxist propagat în perioada de ascensiune a nazismului, sub directoratul lui Goebbels. 

## Publicații (selecție)
- Ca traducător: Ulrich Nersinger: Pontificia Cohors Helvetica (1506–2006). Nova et Vetera, Bonn 2005, ISBN 3-936741-50-6.
- Declarațiile de politică în procesul de anulare a căsătoriei în oglinda certitudinii morale. Natura „celorlalte elemente” din can. 1536 § 2 în legătură cu can. 1679 (Disertații teologice. Partea 1). Nova et Vetera, Bonn 2007, ISBN 3-936741-49-2 (tot disertație, Gregoriana 2006).
- Hotărâri papale. Motu proprio Summorum Pontificium al Papei Benedict al XVI-lea, și scrisoarea de recomandare către episcopi. Un comentariu de drept canonic și reflecții asupra unei „reforme a reformei” . Editura pentru cultură și știință, Bonn 2010, ISBN 978-3-86269-003-9.
- Instrucțiunea Universae Ecclesiae. Un comentariu canonic. Benedetto-Verlag, Aadorf 2013, ISBN 978-3-905953-41-1.
- Aquisgranum - descrierea orașului lui Carol cel Mare. ISBN 978-3864082627